# John Langalibalele Dube

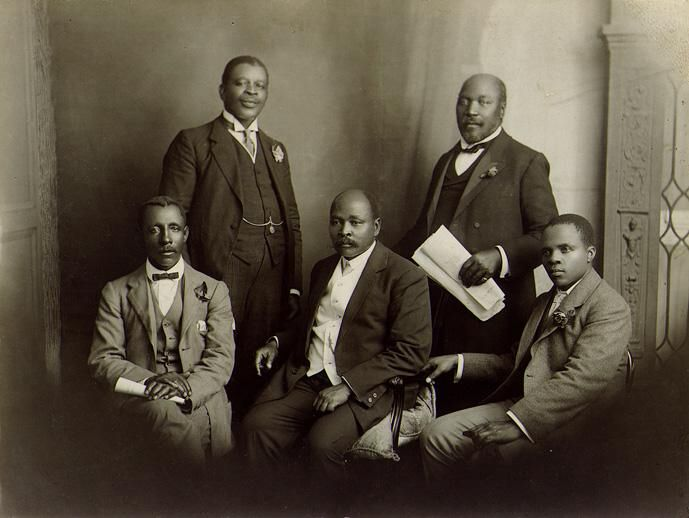
South African Native National Congress (Londyn, czerwiec 1914). Thomas Mapike, Walter Rubusana, John Dube, Saul Msane, Sol Plaatjie

John Langalibalele Dube zwany Mafukuzela (ur. 11 lutego 1871 w Inandzie, zm. 26 lutego 1946) – południowoafrykański polityk.
Był synem Jamesa Dube, protestanckiego ministra, studiował na amerykańskim Oberlin College w Ohio.
Był twórcą pierwszego pisma w języku zuluskim (Ilanga Lase Natal, 1904). Kierował założoną przez siebie Ohlange High School. Od 1910 zaangażowany w prace Tubylczego Kongresu Natalu, jako jeden z czołowych jego działaczy. W 1912 wybrany pierwszym przewodniczącym Narodowego Kongresu Tubylców Południowej Afryki (w 1923 przekształconego w Afrykański Kongres Narodowy), pełnił tę funkcję do 1917. Stał na czele kilkuosobowej delegacji, która w 1914 złożyła wizytę w Londynie protestując przeciwko Ustawie ziemskiej dla tubylców (Natives Land Act, 1913).
Opublikował Wrogiem czarnego człowieka jest on sam (1922).